# Joana II de Nápoles
Joana II de Nápoles, conhecida como Joana II de Anjou-Durazzo ou simplesmente como rainha Joana (em italiano: Giovanna; Zadar, 25 de junho de 1373 – Nápoles, 2 de fevereiro de 1435) foi rainha de Nápoles a partir de 1414 até sua morte. Ela também tinha o posto de rainha de Jerusalém, Sicília e Hungria.

## Biografia
Filha de Carlos III e Margarida de Durazzo, viveu na Hungria até os cinco anos de idade. Sucedeu seu irmão Ladislau I em 1414 no trono de Nápoles. Seu reinado foi marcado por constantes intrigas, casos amorosos e por lutas de poder sobre seu domínio entre a casa francesa de Anjou e a espanhola de Aragão após a morte de seu primeiro marido, Guilherme I da Áustria, em 1406. Algum tempo depois de sua morte, Joana faz de Pandolfelli Alopo seu amante, a quem ela nomeou  Grão-Carmelengo. Alopo foi o primeiro de uma série de amantes que ela teria. Mais tarde, ele causou a queda do condottiere Muzio Attendolo Sforza, chefe do exército de Joana. Após o criticado relacionamento com Alopo, casou-se com Jaime II de Bourbon em 1415, que tentou dar um Golpe de Estado ao prender Muzio Sforza e matar Alopo, além de manter Joana confinada. Os barões napolitanos controlaram a situação, soltaram Sforza e conseguiram devolver o poder a Joana. Jaime II foi expulso de Nápoles em 1419, mas o casamento não foi anulado.
Joana II morreu em 2 de fevereiro de 1435, aos 62 anos, enterrada na Basílica della Santissima Annunziata Maggiore em Nápoles. Com sua morte teve fim a Dinastia de Durazzo em Nápoles, abrindo espaço para a Casa de Valois.
Devido a sua vida tumultuada, Joana foi conhecida também como Joana a dissoluta, Joana a matadora de homens, Joana a insaciável e Joana dos cem amantes.